# Wiktor Polakow (inżynier)
Wiktor Nikołajewicz Polakow (ros. Ви́ктор Никола́евич Поляко́в, ur. 18 lutego?/3 marca 1915 w Tomsku, zm. 1 lipca 2004 w Moskwie) – radziecki inżynier i polityk, Bohater Pracy Socjalistycznej (1971).

## Życiorys
Od 1930 uczeń ślusarza, później majster w moskiewskim zakładzie remontu samochodów, 1938 wieczorowo ukończył Moskiewski Instytut Samochodowy, następnie został żołnierzem Armii Czerwonej. Uczestnik wojny z Niemcami, dowódca plutonu, od 1944 należał do WKP(b), dosłużył się stopnia inżyniera-kapitana, 1946 zdemobilizowany. Od 1946 pracował w Moskiewskiej Fabryce Samochodów Małolitrażowych m.in. jako szef laboratorium, szef odlewni, zastępca głównego inżyniera, główny konstruktor i główny inżynier, a 1958-1963 był dyrektorem tej fabryki. Od marca 1963 do marca 1965 I zastępca przewodniczącego Moskiewskiego Miejskiego Sownarchozu, od marca do czerwca 1965 p.o. przewodniczącego, a od czerwca 1965 do stycznia 1966 przewodniczący tego Sownarchozu, w latach 1965-1975 zastępca ministra przemysłu samochodowego ZSRR. Jednocześnie od sierpnia 1966 dyrektor generalny Wołżańskiej Fabryki Samochodów (AwtoWAZ), 1971 przemianowanego na Wołżańskie Zjednoczenie ds. Produkcji Lekkich Samochodów w Togliatti. Od 17 lipca 1975 do 18 października 1986 minister przemysłu samochodowego ZSRR, 1986-1991 ekspert Centralnego Naukowo-Badawczego Instytutu Samochodowego i Silników Samochodowych, 1994-1999 szef Działu Konsultacyjno-Eksperckiego Przedstawicielstwa AwtoWAZ-a w Moskwie. W 1995 otrzymał honorowe obywatelstwo miasta Togliatti. Od 1976 zastępca członka, a od marca 1981 do kwietnia 1989 członek KC KPZR, 1974-1987 deputowany do Rady Najwyższej ZSRR od 9 do 11 kadencji.

## Odznaczenia
- Medal Sierp i Młot Bohatera Pracy Socjalistycznej (5 kwietnia 1971)
- Order Lenina (czterokrotnie - 5 kwietnia 1971, 5 marca 1975, 31 marca 1981 i 1 marca 1985)
- Order Wojny Ojczyźnianej I klasy (11 marca 1985)
- Order Czerwonego Sztandaru Pracy (22 sierpnia 1966)
- Order Czerwonej Gwiazdy (30 września 1945)
- Order „Za zasługi dla Ojczyzny” IV klasy (6 stycznia 1995)
- Medal „Za zasługi bojowe” (26 kwietnia 1943)

I medale.